# Виктор Франкенштајн
Виктор Франкенштајн је фиктивни лик и главни протагониста романа Франкенштајн или модерни Прометеј Мери Шели, написаног 1818. године.
Он је италијанско-швајцарски научник (рођен у Напуљу) који, након проучавања хемијских процеса и пропадања живих бића, стиче увид у стварање живота и даје живот сопственом створењу (који се често назива Франкенштајново чудовиште, или се често колоквијално назива једноставно „Франкенштајн”). Виктор касније жали што се мешао у природу кроз своју креацију, јер ненамерно угрожава свој живот и животе своје породице и пријатеља када створење тражи освету против њега. Први пут је представљен у роману када покушава да ухвати чудовиште у близини Северног пола, а Роберт Волтон и његова екипа га спасавају од блиске смрти.